# Norellisoma longiabdominum
Norellisoma longiabdominum är en tvåvingeart som beskrevs av Sun 1992. Norellisoma longiabdominum ingår i släktet Norellisoma och familjen kolvflugor.
Artens utbredningsområde är Sichuan (Kina). Inga underarter finns listade i Catalogue of Life.